# レンアイ@委員
『レンアイ@委員』（れんあいいいん）は、令丈ヒロ子作の児童文学。イラストは小笠原朋子が担当。フォア文庫（理論社）より本編全10巻に加えて、特別編が1巻刊行されている。

## あらすじ
小学5年生の女の子、ワコこと大木話子は、間違いで来た悩み相談のメールに、美人で背が高くてモデルをやっている女の子、レンアイ@委員のふりをして悩みに答えてしまう。それをきっかけに、たくさんの女の子たちから悩み相談のメールがレンアイ@委員あてに来るようになり、それを親友のナツメ（丘野なつめ）と一緒に答え、ワコも成長していく物語。

## 登場人物

### 主要人物
- 大木話子（ワコ）
10歳（SPな誕生日以降は11歳）。明るくて楽しいことが大好きな小学五年生。大木家の三女。ぱっちりとした二重瞼に太い眉毛、丸顔。髪形はおかっぱ。
- 丘野なつめ（ナツメ）
ワコと同じ年で幼なじみ。めんどう見のよい、しっかり者。細い一重瞼の目、すっきりした細い顔。
- 大木佐枝子（ママ）
会社勤め（出版社で働いている）で忙しく、家事は子どもたちに任せている。おおざっぱで、太っ腹な性格。
- 梨子姉ちゃん
大木家の長女（アネ大）。デザイナーになるために専門学校に通っている。大木家を仕切っている、"男前"のたよりになる18歳。
- 羽子姉ちゃん
大木家の次女（アネ小）。クールそうだが実は熱い、高校1年生。かなり美人だが、彼氏はいない。
- 佐々セイジ
タクミの親友。ワコの誕生日に告白して、ワコの彼氏になる。バスケットボールが得意。
- 石黒タクミ
ナツメの彼氏。おっとりした性格。
- 海棠建三（けんぞう）
レンアイ@委員初の男子相談者で、6年生。「レンアイ@委員のうちの2人」として、ワコに会ったことがある。後にけんぞうの父とワコのママが恋人同士になる。
- 海棠公造
ママの恋人で、けんぞうのパパ。仕事は一級建築士。料理が得意。
- 犬井さん、桑原さん
ワコたちのクラスメイト。

### レンアイ@委員の相談者
- 真帆
最初の相談者。メールのときの署名は「☆真帆」。実はワコと同じ小学校の6年生。
- Ai
真帆ちゃんの友達。
- リサ
ブラ・デビューに関する相談をしてきた女の子。
- ルイ
一重まぶたで悩んで相談をした。
- まゆみ
18歳の大学生を好きになった、という恋の相談メールを送ってきた。
- さゆな
キレイになるためにはどうしたらいいかを相談してきた。
- ニナ
さゆなちゃんの友達。
- ミドリ子
タイプでない男の子に告白されたことを相談する。
- みさき
男の子は女の子より優しくないと相談してくる。最後の相談者。

登場人物のほとんどが小学6年生で、けんぞう以外は全員女の子である。

## 補足
- 第5巻の「キレイの条件」からワコの髪形が変わり、ファッションが当時の流行に合ったものとなった。
- ワコとナツメの誕生日は同じと考えられる。